# Bundesamt für Soziale Sicherung

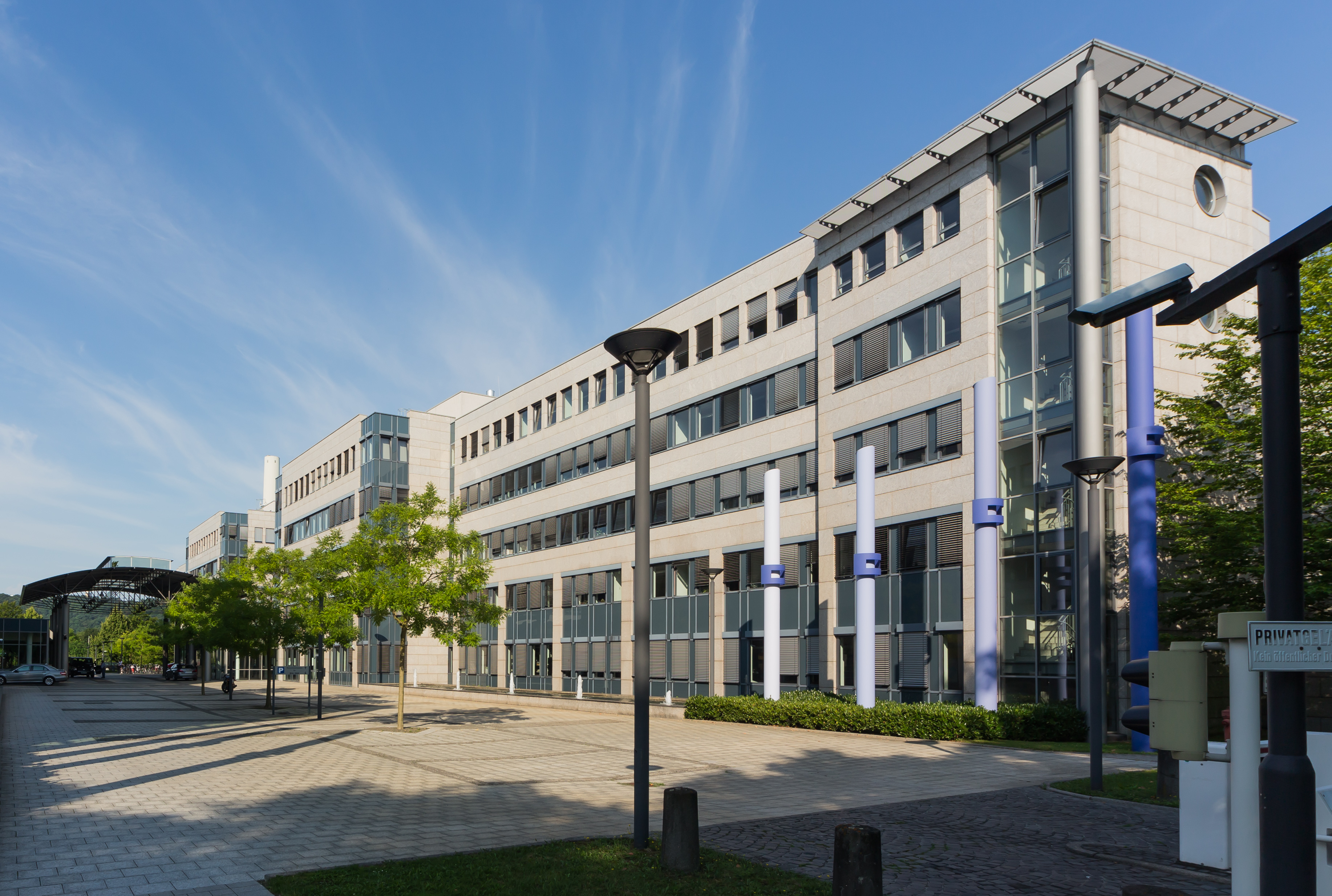
Sitz des Bundesamtes für Soziale Sicherung in Bonn

Das Bundesamt für Soziale Sicherung (BAS), bis 2019 Bundesversicherungsamt (BVA), ist eine selbständige deutsche Bundesoberbehörde mit Sitz in Bonn (§ 94 Abs. 1 Satz 1 SGB IV). Es übt die Rechtsaufsicht über die bundesunmittelbaren Sozialversicherungsträger aus; das sind zum Beispiel solche, deren Geltungsbereich sich über mehr als drei Bundesländer erstreckt. Es ist dem Bundesministerium für Arbeit und Soziales (BMAS) und für den Bereich der gesetzlichen Krankenversicherung und sozialen Pflegeversicherung dem Bundesministerium für Gesundheit (BMG) unterstellt (§ 94 Abs. 2 Satz 2 SGB IV).

## Geschichte
Das Bundesversicherungsamt wurde am 9. Mai 1956 durch das Bundesversicherungsamtsgesetz als Nachfolger des 1945 stillgelegten Reichsversicherungsamtes errichtet und hatte bis November 2000 seinen Sitz in Berlin. Entsprechend dem Berlin/Bonn-Gesetz vom 26. April 1994 wurde 1999 im Gegenzug zur Übersiedlung der Bundesregierung nach Berlin der Sitz des Bundesversicherungsamtes nach Bonn verlegt. Die Aufsicht über Unfall- und Krankenversicherung wurden dem Amt im Februar 1957 übertragen.
Die Sozialversicherung hat sich seitdem kontinuierlich weiterentwickelt, wie kaum ein anderer Bereich des Rechts. Die  Rentenreformen von 1957 und 1989, das Gesundheitsreformgesetz von 1989, die Einführung des Risikostrukturausgleichs 1994 durch das Gesundheitsstrukturgesetz sowie die Einführung der Pflegeversicherung 1995 erforderten vom Bundesversicherungsamt eine kontinuierliche Anpassung an neue Aufgabenstellungen. Durch den Hauptstadtbeschluss und den Ausgleich der Behördensitze zwischen Bonn und Berlin zog das Bundesversicherungsamt in den Jahren 1999 und 2000 seinen Hauptsitz von Berlin nach Bonn um.

## Aufgaben
Die Aufsicht über die bundesunmittelbaren Sozialversicherungsträger ist eines der Kerngeschäfte des BAS. Hinzu kommen flankierend 1990 die Prüfaufgaben des Prüfdienstes Krankenversicherung. Auch die Übertragung der Bewirtschaftung der Milliardensummen der Bundeszuschüsse in der Rentenversicherung, der Durchführung des Risikostrukturausgleichs und der Verwaltung des Gesundheitsfonds sowie des Ausgleichsfonds in der Pflegeversicherung gehören zum Kompetenzbereich.
Als Rechtsaufsichtsbehörde für die Bereiche der gesetzlichen Renten- und Unfallversicherung arbeitet das BAS fachlich mit dem BMAS sowie im Hinblick auf die gesetzliche Kranken- und soziale Pflegeversicherung mit dem Bundesministerium für Gesundheit (BMG) zusammen.

### Auswahl
- Aufsicht: Genehmigung von Satzungen, Prüfung von Haushalten und der geschäftsmäßigen und wirtschaftlichen Verwaltung
- Auszahlung von Mutterschaftsgeld an nicht gesetzlich krankenversicherte Arbeitnehmerinnen (etwa 18.000 Anträge pro Jahr)
- Bewirtschaftung der Bundeszuschüsse zur Sozialversicherung (2004: rund 79 Milliarden Euro)
- Bundesmittel für die Sozialversicherung für Landwirtschaft, Forsten und Gartenbau
- Durchführung der Aufgaben der Überleitungsanstalt Sozialversicherung (ÜLA)
- Durchführung des Finanzausgleichs unter den Pflegekassen (16. Juli 2018: 110 Kassen)
- Durchführung des Lastenausgleichs zwischen den gewerblichen Berufsgenossenschaften
- Durchführung des Risikostrukturausgleichs der gesetzlichen Krankenversicherung
- Verwaltung des Gesundheitsfonds einschließlich der Zahlungen aufgrund der COVID-19-Pandemie[8]
- Verwaltung des Ausgleichsfonds der Pflegeversicherung (Ende 2004: 1,22 Milliarden Euro)
- Zulassung von Disease-Management-Programmen
- Zuständige Stelle im Sinne §71 BBiG für die ihrer Aufsicht unterliegenden Auszubildenden.[9]

Das Bundesamt für Soziale Sicherung und die Versicherungsämter sind Versicherungsbehörden (§ 91 Abs. 1 SGB IV). Das Bundesamt für Soziale Sicherung begleitet in Abstimmung mit dem Bundesministerium für Arbeit und Soziales und dem Bundesministerium für Ernährung und Landwirtschaft die Sozialversicherung für Landwirtschaft, Forsten und Gartenbau bei der Weiterentwicklung der Informationstechnik (§ 94 Abs. 3 Satz 1 SGB IV).
Die Träger der Rentenversicherung und die Bundesagentur für Arbeit können unbeschadet vereinbaren, dass die Beiträge zur Rentenversicherung aus Sozialleistungen der Bundesagentur für Arbeit zu den vom Bundesamt für Soziale Sicherung festgelegten Fälligkeitsterminen für die Rentenzahlungen im Inland gezahlt werden (§ 23 Abs. 2 Satz 2 SGB IV).

#### Verwalter des Gesundheitsfonds
Die Träger der Rentenversicherung und die Bundesagentur für Arbeit prüfen bei den Einzugsstellen für das Bundesamt für Soziale Sicherung als Verwalter des Gesundheitsfonds im Hinblick auf die Krankenversicherungsbeiträge die Geltendmachung der Beitragsansprüche, den Einzug, die Verwaltung, die Weiterleitung und die Abrechnung der Beiträge. Die mit der Prüfung befassten Stellen übermitteln dem Bundesamt für Soziale Sicherung als Verwalter des Gesundheitsfonds die zur Geltendmachung der Einzugsstelle dem Träger der Pflegeversicherung, der Rentenversicherung und der Bundesagentur für Arbeit sowie dem Gesundheitsfonds zugefügten Schaden erforderlichen Prüfungsergebnisse. Die Einzelheiten des Verfahrens und der Vergütung vereinbaren die Träger der Rentenversicherung und die Bundesagentur für Arbeit mit dem Bundesamt für Soziale Sicherung als Verwalter des Gesundheitsfonds (§ 28q Abs. 2 Satz 1–4 SGB IV).

#### Aufsicht
Das Bundesministerium für Arbeit und Soziales kann die Aufsicht der bundesunmittelbaren Sozialversicherungsträger mit Ausnahme der Aufsicht auf den Gebieten der Prävention in der gesetzlichen Unfallversicherung ganz oder teilweise dem Bundesamt für Soziale Sicherung übertragen (§ 87 Abs. 3 Satz 2 SGB IV). Die Aufsicht über die Versicherungsträger, deren Zuständigkeitsbereich sich über das Gebiet eines Landes hinaus erstreckt (bundesunmittelbare Versicherungsträger), führt das Bundesamt für Soziale Sicherung, auf den Gebieten der Prävention in der gesetzlichen Unfallversicherung das Bundesministerium für Arbeit und Soziales (§ 90 Abs. 1 Satz 1 SGB IV). Die Aufsicht über die Deutsche Rentenversicherung Bund führt das Bundesamt für Soziale Sicherung. Soweit die Deutsche Rentenversicherung Bund Grundsatz- und Querschnittsaufgaben wahrnimmt, führt das Bundesministerium für Arbeit und Soziales die Aufsicht; es kann die Aufsicht teilweise dem Bundesamt für Soziale Sicherung übertragen (§ 90 Abs. 2a SGB IV).

### Prüfdienst Krankenversicherung (PDK)
Der Prüfdienst Kranken- und Pflegeversicherung (PDK) stellt eine selbständige Fachabteilung (Abteilung 6) im BAS dar.
Das BAS prüft und berät die Geschäfts-, Rechnungs- und Betriebsführung sämtlicher bundesunmittelbaren Kranken- und Pflegeversicherungsträger sowie deren Arbeitsgemeinschaften und hat somit einen großen Anteil an der Konformität und der Rechtmäßigkeit des Verwaltungshandelns der zu prüfenden Sozialversicherungsträger.
Aktuell führt das Bundesamt für Soziale Sicherung mit seinem Prüfdienst Kranken- und Pflegeversicherung drei unterschiedliche Arten von Prüfungen durch.
1. Dies sind Beratungsprüfungen nach § 274 SGB V und § 46 SGB XI,
2. Prüfungen der Beitragsfestsetzung, des Beitragseinzugs und der Weiterleitung von Beiträgen nach § 252 SGB V sowie
3. Prüfungen der Datenmeldungen nach § 20 RSAV.[11]

Der PDK wird, anders als die sonstigen Abteilungen des BAS, durch die Träger der gesetzlichen Kranken- und Pflegeversicherung über eine zweckbestimmte Umlage finanziert.
Aufsehen erregten zuletzt die Ergebnisse der bundesweiten Schwerpunktprüfung DRG (d. h. Diagnosis Related Groups – Fallpauschalen für stationäre Krankenhausbehandlung), wodurch Einsparpotentiale in Höhe mehrerer Milliarden Euro aufgedeckt werden konnten.

## Schätzerkreis beim Bundesamt für Soziale Sicherung
Der Schätzerkreis nach § 220 SGB V hat die Aufgabe, auf der Basis der amtlichen Statistiken der gesetzlichen Krankenversicherung die Entwicklung der Einnahmen, Ausgaben sowie der Zahl der Versicherten und Mitglieder in der gesetzlichen Krankenversicherung des laufenden Jahres zu bewerten und auf dieser Grundlage eine Prognose über die weitere Entwicklung im jeweiligen Folgejahr zu treffen. Daraus wird der durchschnittliche Zusatzbeitrag nach § 242a SGB V für das Folgejahr vom Bundesministerium für Gesundheit im Einvernehmen mit dem Bundesministerium der Finanzen festgelegt und jeweils bis zum 1. November eines Kalenderjahres bekannt gegeben.
Dem Schätzerkreis gehören Vertreter des Bundesministeriums für Gesundheit, des BAS sowie des Spitzenverbands Bund der Krankenkassen an. Den Vorsitz hat ein Vertreter des BAS. Der Schätzerkreis schätzt ebenso die erwartete Grundlohnsummenveränderungsrate für das Folgejahr und setzt die Erhöhung des Pro-Kopf-Betrags fest, den die Krankenkassen je Versicherten aus dem Gesundheitsfonds erhalten. Die Erhöhungsrate beträgt für das Jahr 2016 4,4 Prozent.

## Präsidenten
Das Amt des Präsidenten hatten bislang folgende Personen inne:
- 1956–1969 Kurt Hofmann
- 1969–1975 Johannes Meier
- 1975–1977 Dieter Schewe
- 1977–1992 Alfred Christmann
- 1992–1993 Martin Ammermüller
- 1993–2008 Rainer Daubenbüchel
- 2008–2009 Josef Hecken
- 2010–2015 Maximilian Gaßner
- seit 2015 Frank Plate

Das Amt des Präsidenten ist in Besoldungsgruppe B 9 der Bundesbesoldungsordnung B eingruppiert.